# Nová Ves (Český Krumlov-i járás)
Nová Ves település Csehországban, a Český Krumlov-i járásban. Nová Ves Záboří, Jankov, Brloh és Křemže településekkel határos. Lakosainak száma 401 fő (2024. január 1.).

## Népesség
A település lakosságának változását az alábbi diagram mutatja:
| Lakosok száma | 685  | 634  | 662  | 416  | 440  | 392  | 426  | 418  | 408  | 401  |
|               | 1869 | 1890 | 1921 | 1950 | 1980 | 2001 | 2017 | 2019 | 2022 | 2024 |